# Кумарова, Сабила Бекжановна
Сабила Бекжановна Кумарова (каз. Сабила Бекжанқызы Құмарова; 4 апреля 1938; Гурьев, КазССР, СССР) — советский и казахский искусствовед, заслуженный деятель Казахстана (2003). Член Союза художников Республики Казахстан (с 1973).

## Биография
Родился 4 апреля 1938 года в Гурьеве.
В 1960 году окончила исторический факультет Казахского государственного университета им. С. М. Кирова, и в 1969 году Ленинградский институт живописи, скульптуры и архитектуры им. И. Репина при Академии художеств СССР. искусствовед.
С 1961 по 1965 год — работала в райкоме, горкоме г. Алма-Ата и ЦК ЛКСМ Казахстана.
С 1965 по 1969 год — работала в Министерстве культуры КазССР.
С 1969 по 1987 год — заместитель директора по научной работе Государственного музея искусств им. А. Кастеева.
С 1987 года — вице-президент Казахского фонда культуры.

## Участие в творческих и общественных организациях
Автор статей в книгах и альбомах, очерков в специализированных всесоюзных и республиканских журналах, Казахской энциклопедии, энциклопедии «Алма-Ата» и др. В своих трудах исследовала особенности развития профессиональной школы скульптуры Казахстана.
Участница Всемирного фестиваля молодежи и студентов (г. Москва, 1957). Декады Казахской литературы и искусства (г. Москва, 1958).
Член Союза художников Казахской ССР (с 1974), член президиума правления Союза художников Республики Казахстан.
Член Международной ассоциации международных критиков (AICA) при ЮНЕСКО.
Член комиссии по Государственным премиям РК в области литературы, искусства и архитектуры.
Член Международного совета музеев (ICOM) при ЮНЕСКО. Председатель секции искусствоведения профессиональной школы искусствоведения в Казахстане.

## Награды
- 2003 — Қазақстанның еңбек сіңірген қайраткері (Заслуженный деятель Казахстана) — за большой вклад в развитие казахского искусства.[1]
- Почётная грамота Верховного Совета Казахской ССР и др.